# バラスト水管理条約
バラスト水管理条約（バラストすいかんりじょうやく）は、環境や人の健康、経済活動に対して有害な水生生物及び病原体の移動を防止することを目的として、船舶のバラスト水及び沈殿物に関する規制及び管理を行うための国際条約。

## 概要
正式名称は船舶のバラスト水および沈殿物の規制および管理のための国際条約（英：International Convention for the Control and Management of Ships' Ballast Water and Sediments, 2004）で、バラスト水条約、バラスト水規制条約とも略称され、英文ではBWMと略される事がある。
2004年2月、国際海事機関(IMO)で採択された。発効要件は批准国30以上かつ商船船腹35%以上で、2016年9月8日にフィンランドが批准したことで2017年9月8日に発効することが確定した。2016年9月8日時点の批准国数は52ヶ国で、商船船腹量の合計は35.1441%。
- 批准国が伸び悩んだ要因として、条約の求める能力を持つバラスト水管理システム(BWMS:Ballast Water Management System)の開発が遅れている事があげられる。

## 内容
条約は、前文、本文22カ条、末文、附属書及び2の付録からなり、その主たる規定は次の通り。 
- 本文 定義、一般的義務、適用、義務、違反等の一般的規定ほか

1. 定義（第1条）
  1. バラスト水及び沈殿物：懸濁物質を含む水で、船舶に積載されて、そのトリム、傾き、喫水高さ、安定性、圧力の調整に使用されるもの（2項）で、船内でバラスト水から沈殿した懸濁物質を沈殿物という（11項）
  2. 有害な水生生物及び病原体：もし海域・河口、淡水路へ導入されると、環境、人の健康、財産又は資源に対する危険要因となり、または生物多様性を害する、あるいは水域の正当な使用を妨害する、水生生物及び病原体のこと（8項）
  3. バラスト水管理：機械的、物理的、化学的、生物学的手段やその組み合わせによって、積載しているバラスト水及び沈殿物に含まれる有害な水生生物及び病原体を除去または無害化するか、あるいは船舶に積載または外部へ排出する時に、その水中に含まれないようにすること（3項）
2. 自国が旗国である船舶と、自国の管轄下にある港湾・水域におけるバラスト水管理（第4条1項と2項）
3. 自国が指定する港湾に、バラストタンク清掃・修理による沈殿物の受入処理施設を設置（第5条1項）
4. バラスト水管理の効果を、科学的・技術的にモニタリングするよう努める（第6条1項(b)）
5. 自国が旗国である船舶のバラスト水管理状態について検査し、証明書を発給する（第7条1項）

- 附属書 バラスト水及び沈殿物に関する規制及び管理の詳細

1. 一般的事項(SECTION A)
  1. 船舶の安全確保、人命救助、設備の故障、海洋汚染の回避、積載場所での排出には適用されない
  2. 一定の条件下での内国航路、定期航路、軍艦などへの除外規定
2. 船舶に関する事項(SECTION B)
  1. 管理計画（Management Plan）を作成し、承認を受けて備え付ける
  2. バラスト水記録帳を作成し、2年間船内で保管する
  3. 経過措置(D1)適用対象となる船舶の規定（建造年とバラスト水容量による）
    1. 2008年以前、1500m3以上5000m3以下の船舶は、2014年まで
    2. 2008年以前、1500m3未満5000m3超の船舶は、2016年まで
    3. 2009～2011年で、5000m3以上の船舶は、2016年まで
    4. 2009年以降、5000m3未満の船舶は、適用なし
    5. 2012年以降、5000m3以上の船舶は、適用なし
    6. バラスト水受入処理施設へ排出する場合は対象外

  4. バラスト水交換場所に関する事項
    1. 最も近い陸地から200海里以上（不可能な場合は50海里以上で可能な限り）離れた場所で、かつ水深200m以上の水域
    2. 水域に上記の場所がない場合（多島海や湖沼、河川など）、周辺国協議の上で交換水域を指定できる
3. 水域に関する特別要件(SECTION C)
  1. 条約の標準的な方策では不足と判断した場合、認められた範囲で追加措置を行うことが出来る
  2. 汚染などでバラスト水に不適当な水域が知られている場合、その情報の周知に努める
4. 管理基準(SECTION D)
  1. D1：経過措置（遠洋でのバラスト水交換による方法）をとる場合は、95%以上を交換すること
  2. D2：処理したバラスト水を水域へ排出する場合の水質基準
    1. 最小径50μm以上の生物（主に動物プランクトン）：1立方メートル中の生存個体が10未満
    2. 最小径10μm以上50μm未満の生物（主に植物プランクトン）：1ml中の生存個体が10未満
    3. コレラ菌(O-1,O-139)：100ml、または動物プランクトン1g中のコロニー形成が1未満（不検出）
    4. 大腸菌：100ml中のコロニー形成が250未満
    5. 腸球菌：100ml中のコロニー形成が100未満
    6. 水処理方法の承認や試験評価に関する規定
5. 検査と証明書に関する事項(SECTION E)
  1. 400t以上の船舶には検査義務があることと、その詳細
  2. 証明書の交付と効力に関する規定

- 付録I バラスト水管理証明書の国際様式例

- 付録II バラスト水記録帳の様式例

### ガイドライン
この条約では具体的事項はIMOで採択されるガイドラインに依るものとされている。ガイドラインは全14項(G1～G14)が採択済である。
1. G1:沈殿物受入施設に関するガイドライン（2006年10月）
2. G2:寄港国による監督のためのバラスト水サンプリングに関するガイドライン（2008年10月）
3. G3:バラスト水管理同等要件のためのガイドライン（2005年7月）
4. G4:バラスト水管理計画ガイドライン（2005年7月）
5. G5:バラスト水受入施設に関するガイドライン（2006年10月）
6. G6:バラスト水交換のためのガイドライン（2005年7月）
7. G7:未処理バラスト水排出のリスク評価に関するガイドライン（2007年7月）
8. G8:バラスト水管理システムの承認のためのガイドライン（2005年7月）
9. G9:活性物質を使用したバラスト水管理システム承認のための手続（2005年7月）
  1. G9TG:G9に関するテクニカルガイダンス
10. G10:プロトタイプバラスト水処理技術の承認に関するガイドライン（2006年3月）
11. G11:バラスト水交換に関する設計及び建造基準に関するガイドライン（2006年10月）
12. G12:船上での沈殿物管理ガイドライン（2006年10月）
13. G13:緊急事態を含む追加方策に関するガイドライン（2007年7月）
14. G14:バラスト交換海域の指定に関するガイドライン（2006年10月）

### 関係国内法
未整備

### バラスト水管理システム
IMOによる承認を受けているものは、2009年3月現在、3～4製品に留まっている。この他に、基本承認を取得し最終承認待ちのものが10製品程度ある。
しかし、設備容量が大きく新造船以外への積載は困難が予想され、さらに稼働に要する動力を供給する発電機の増強、活性物質（多くは人体にも有害）の安全な貯槽や供給基地が必要であることなど、実施に当たって技術的に解決しなければならない課題が多い。